# 高天神城
高天神城（たかてんじんじょう）は、遠江国城東郡土方（ひじかた）、現在の静岡県掛川市上土方・下土方にあった日本の城。小規模ながら、山城として堅固さを誇り、戦国時代末期には武田信玄・勝頼と徳川家康が激しい争奪戦を繰り広げた。優美な山の形から鶴舞城の別称を持つ。国の史跡に指定されている。また2017年（平成29年）4月6日、続日本100名城（147番）に選定された。

## 立地
高天神城は菊川下流域の平地部からやや離れた北西部に位置する。北の小笠山を中心とした標高200メートル前後の低い山地帯を抜けると掛川（現掛川市中心部）を中心とした盆地に出る。遠州灘に面した河口には浜野浦という港があり、中世には水軍の拠点として知られていた。

## 城郭のあらまし

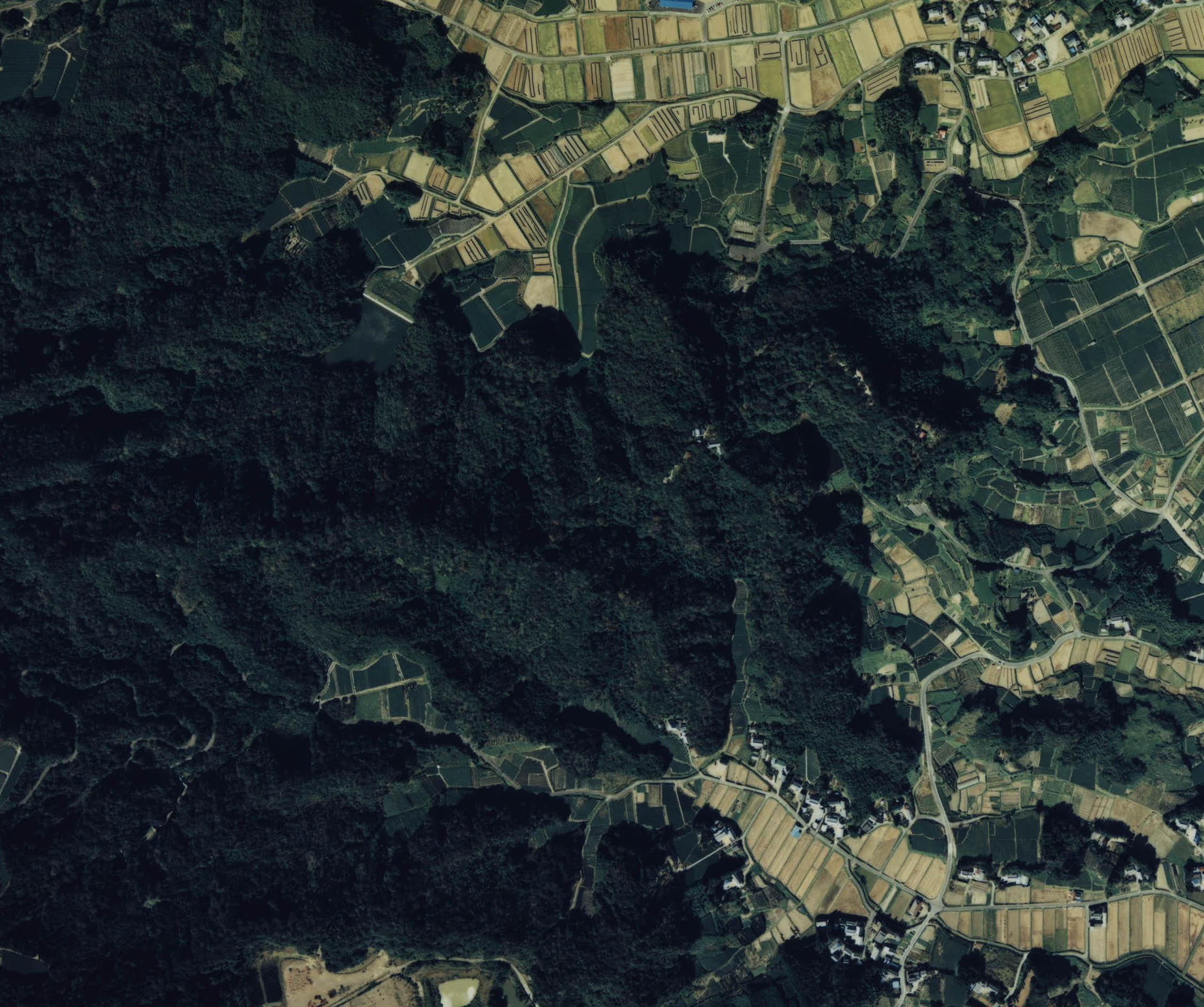
高天神山の航空写真（1988年）。中央に高天神城跡が見える。

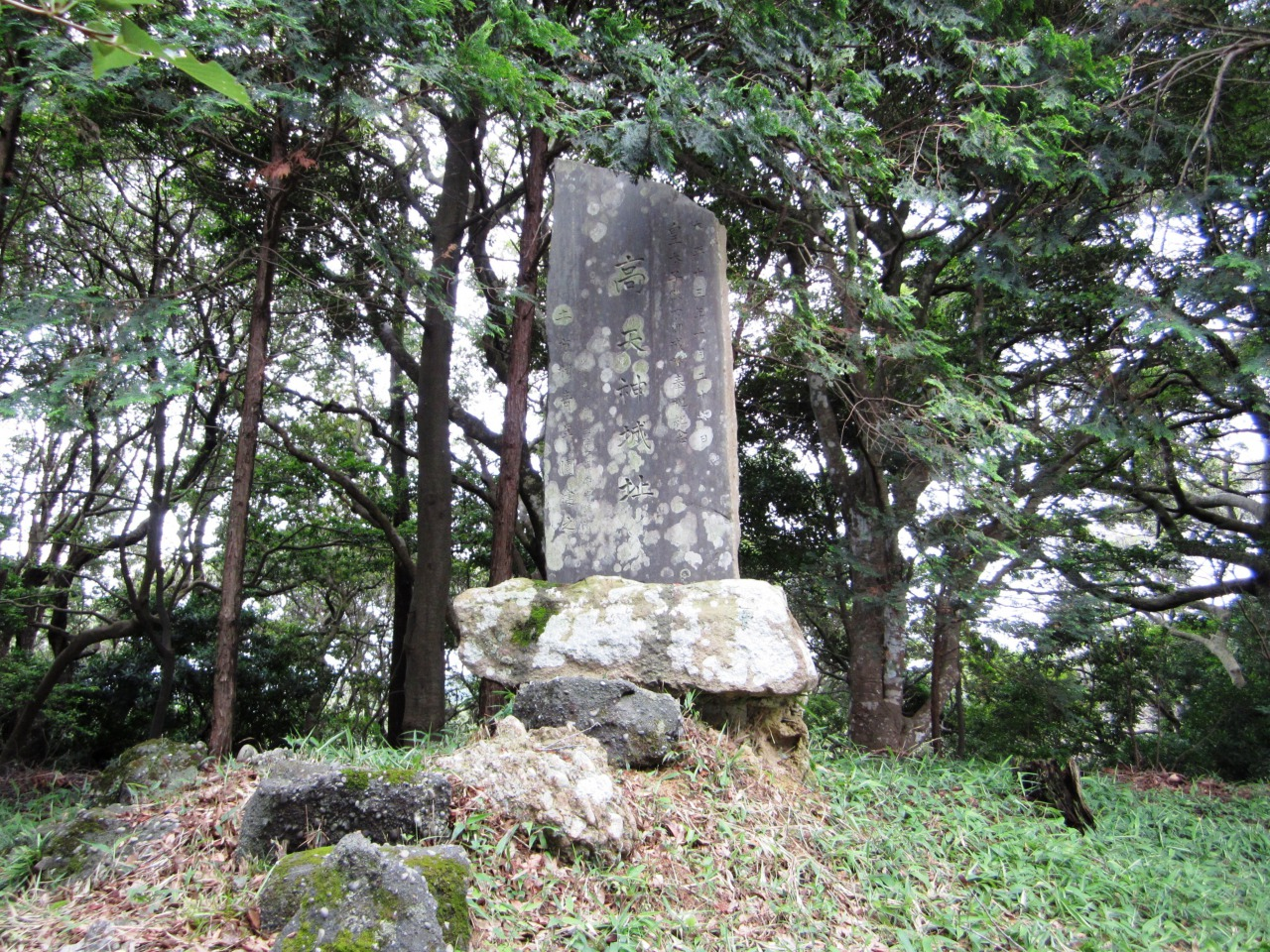
本丸址の城址碑

山の高さは海抜132メートル、周囲との比高は100メートル程度と、それほど大きな山ではなく、城郭全体の面積もそれほど多くない。しかし、山自体が急斜面かつ、効果的な曲輪の配置が施されたことで、堅固な中世城郭となっていた。石垣はなく、多くの土塁が曲輪の周囲を取り囲み、掘割も設けられていた。非常に実践的で、乱世ならではの城と云える。また、先述の通り急斜面の山であるために通路以外からよじ登ることはまことに困難である。南側の大手門から東側の段丘面に武家屋敷があった。北側は搦手であるが、同時に高天神社の参拝道でもある。
現在では曲輪の構造や、土塁・掘割をうかがい知ることができる。現在は、地元の掛川市（合併以前の大東町）が史跡としてよく整備しており、登山は比較的容易となっている。太平洋戦争前の時期に模擬天守が建造されたこともあった（戦国時代に天守が建造されたことはない）が落雷で焼失した。現在はコンクリートの土台のみが残っている。

## 歴史

### 鶴翁山 高天神城略年表
- 913年　藤原鶴翁山頂に宮柱を建つ
- 1180年　謂伊隼人直孝山砦を築く
- 1191年　土方(ひじかた)次郎義政城砦を築く
- 1446年　福島佐渡介基正城主となる
- 1467年　戦国乱世、城飼郡内大いに乱る
- 1471年　福島上総介正成城主となる
- 1536年　小笠原右京進春儀城主となる
- 1542年　小笠原彈正忠氏清城主となる
- 1560年　城兵、桶狭間に出陣す
- 1564年　小笠原与八郎長忠城主となる
- 1568年　当城徳川氏に従属す
- 1569年　城兵掛川に出陣す
- 1570年　城兵姉川に出陣す
- 1571年　3月武田信玄兵二万五千騎来攻包囲す。城兵二千騎籠城す
- 1572年　城兵三方原に出陣す
- 1573年　城兵諏訪原に出陣す
- 1574年　5月武田勝頼兵二万騎来攻包囲す。6月18日大手門の戦。6月28日二の丸陥落す。7月2日休戦・小笠原長忠が武田家に降伏す。
- 1580年　9月徳川家康兵五千騎来攻包囲す。
- 1581年　3月落城・城代岡部元信討死。

### 築城
高天神城には治承・寿永の乱（源平合戦）の際に築城されたとの伝承があるが、それと確認できる文献も考古学的発見もなされていない。確実な文献としては16世紀初頭に今川氏の家臣であった福島助春が城代として土方の城（土方は高天神城のある地域の地名）に駐屯したとの記述が初見である。ただし、発掘調査によると15世紀後半から16世紀初頭と推定できる陶器などの出土があり、今川氏進出以前に菊川下流域の在地勢力が「詰めの城」とした可能性が指摘されている。

### 今川氏の支城として
福島氏は天文5年（1536年）の花倉の乱により没落し、その後は、今川氏に服属した国衆・小笠原氏が城代となった。今川氏は義元のときに大きく領土を広げるものの、永禄3年（1560年）5月の桶狭間の戦いで敗れ、義元自身も討死する。
永禄12年（1569年）、今川氏は甲斐国の武田氏との同盟が手切となり、武田信玄は三河の徳川家康と同盟して駿河侵攻を開始し、これにより今川氏は滅亡する。小笠原氏の当時の当主・小笠原氏興、小笠原氏助父子は徳川氏の家臣となった。しかし、まもなく武田・徳川両氏は敵対関係に入り、駿河・遠江の国境近くにある高天神城もその角逐の舞台となる。

### 武田・徳川氏の戦い
元亀2年（1571年）3月から5月にかけて、武田信玄は高天神城や東三河の足助城、野田城、吉田城を攻略したとされる。一方、これは関係文書の年次比定の再考から天正3年（1575年）の出来事であったとの説も存在する。
信玄の死後、その子勝頼も天正2年（1574年）に高天神城を攻撃、猛攻を加えて結果二ノ丸が落城した。城主小笠原氏助は織田・徳川の援軍を期待したが、徳川単独で援軍を出す力はなく、織田軍は各地の一向一揆の対処のために援軍が送れずにいた。こうした状況に絶望した氏助はついに降伏、高天神城は開城した。氏助（信興）は武田方に臣従を誓い、ともに籠城していた大須賀康高などは逃がされて浜松まで落ち延びた。信玄でも陥とせなかった高天神城を落城させたことは、当時の武田勝頼の武名を大きく上げることとなった（第一次高天神城の戦い）。
天正3年（1575年）5月、武田氏は長篠の戦いで大きな損害を受ける。さらに上杉謙信没後に発生した御館の乱において、上杉景勝の和睦要請に応じる。勝頼は北条方の上杉景虎との間に和睦を成立させるが、勝頼の撤兵中に景勝・景虎間の和睦が破綻し、景虎は滅亡する。これにより武田氏と北条氏の甲相同盟が破綻し、勝頼は景勝との同盟を強化して甲越同盟を結ぶ。
こうした外交関係の変化により、武田氏は駿河方面において西の織田氏・東の北条氏を同時に対応することとなる。この間、勝頼は高天神城の拡張を行って縄張りを西側の峰・現在の高天神社の範囲まで広げ、城代として今川氏の旧臣である岡部元信（真幸）を任命している。
一方、徳川家康は光明・犬居・二俣といった城を奪取攻略し、殊に諏訪原城を奪取したことで大井川沿いの補給路を封じた。さらに付城として横須賀城のほか、6箇所の拠点（高天神六砦）を築いて締め付けを強化し、高天神城は利点の裏で維持のための補給線が長く負担も大きなものとなっていった。そして天正8年（1580年）9月、徳川軍は満を持して高天神城を攻撃した（第二次高天神城の戦い）。岡部は千程度の軍を率いて激しく抗戦するものの、兵糧攻めにあって兵の士気が大きく衰えた。勝頼も援軍を送ろうとするが、東西に敵を抱える状況でそれがかなわない状況が続いた。ついに翌天正9年（1581年）3月下旬、岡部以下の将兵が突撃を敢行し討死して高天神城は陥落した。わずかに生き残った城兵はおよそ助命されたが、脱出したが捕縛された武者奉行孕石元泰のみが翌日に切腹させられた。これは、徳川家康が今川氏の人質であった時代に隣家住民であった孕石との諍いを、迷惑をかけた側の家康が遺恨に思っていたためであったと伝わる。また、西側の尾根を伝って軍監の横田尹松が脱出に成功し、甲斐（山梨県）の勝頼に落城の事実を報告した（この脱出道は現在も残っている）。

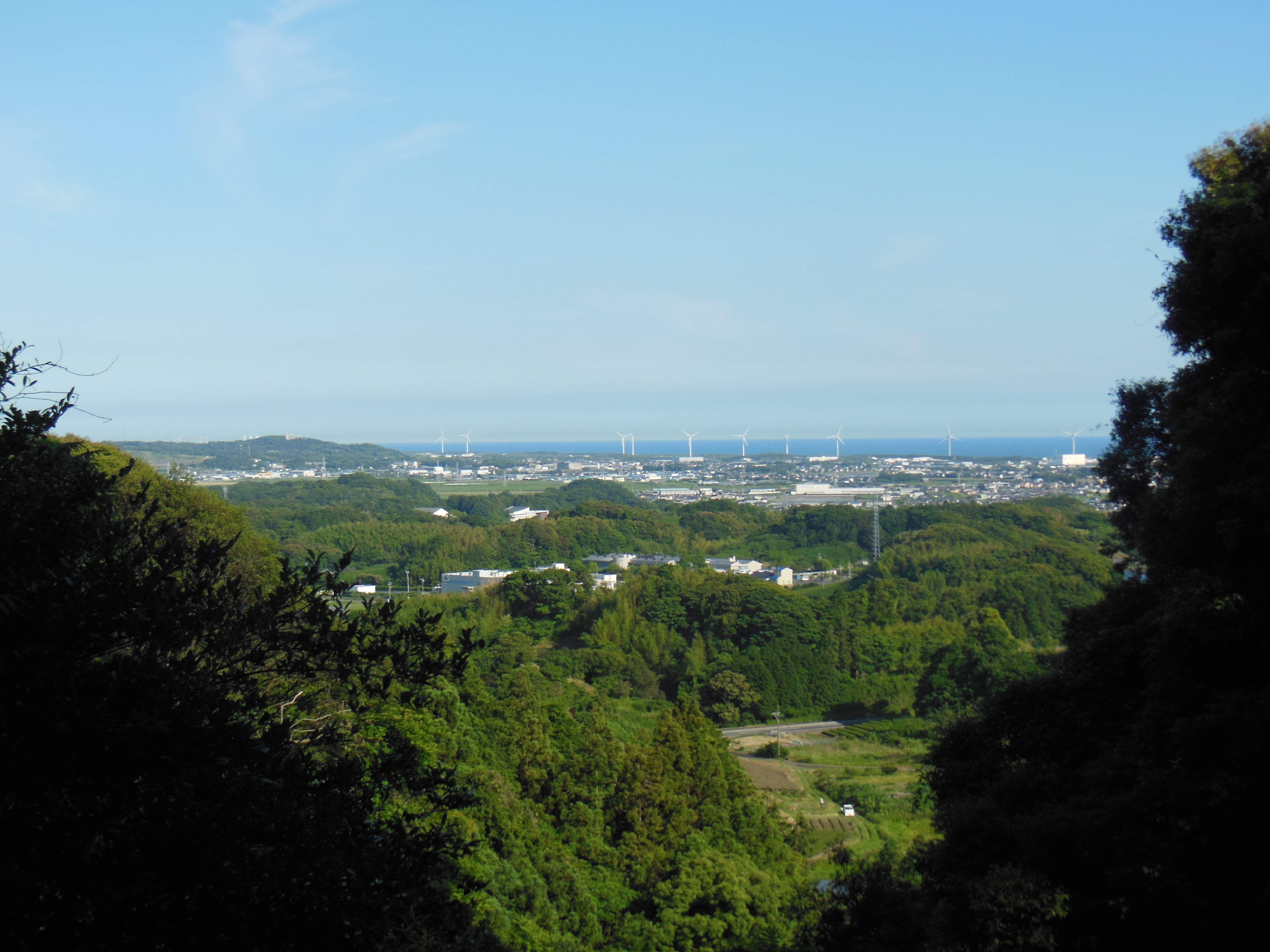
眺望

なお、この高天神城の攻防戦に最後まで援軍が送れなかった武田勝頼の声望が致命的に低下し、翌年に木曾氏・保科氏など豪族が寝返っていく理由となったといわれ、『信長公記』でもことさらにそのあたりを強調する記述となっている。織田信長が籠城側の降伏を拒否するよう、家康に指示した書簡が現在残っている。
落城後、高天神城は廃城となり、その後も城郭として整備されることはなかった。城の山頂に高天神社があったために、山自体は地元のシンボル的存在としての役割を継続することとなった。